# جميل البطوطي
جميل البطوطي (2 فبراير 1940 - 31 أكتوبر 1999) هو طيار مصري.

## البدايات
ولد في 2 فبراير 1940 في قرية تسمي كفر الدبوسي التابعة لمركز شربين بمحافظة الدقهلية وكانت عائلته غنية ومعروفة وكان والده عمدة، وهو أب لخمسة أطفال، وضابط سابق في القوات الجوية المصرية، عمل في الجيش المصري كطيار ثم كمدرب طيارين من عام 1967 حتى عام 1973 ثم عمل البطوطي طيارا بشركة مصر للطيران عام 1987، وكان قبلها طيارًا سابقًا في سلاح الجو المصري، وأمضى نحو 15 ألف ساعة طيران، أكثر من ثلثها على طائرات بوينج بي767-300، كما قام بتدريب العديد من الطيارين خلال سنوات خدمته في القوات الجوية المصرية وفي الطيران المدني خلال 35 عامًا.

## عمله في شركة مصر للطيران
عمل في شركة مصر للطيران عام 1987 وهو مساعد قائد الطائرة بوينج بي767-300 تابعة لشركة مصر للطيران رقم الرحلة 990 ، التي تحطّمت قبالة ساحل ماساتشوستس الأمريكية بعد نحو ساعة من إقلاعها .

## الكارثة
في 31 أكتوبر 1999 حاول انقاذ 217 شخصا في تحطم بوينج بي767-300 تابعة لشركة مصر للطيران رقم الرحلة 990، قبالة ساحل ماساتشوستس الأميركيه بعد نحو ساعة من إقلاعها. ولم ينج في الحادث أي من الركاب وكان البطوطي من بينهم
و السبب في الحادث الدفاع الجوي الامريكي و ضابط برج المراقبه الجوية , و يبدو انها كانت موؤامرة بسبب الاشخاص و علماء الذرة المصريين الذي كانو علي متن الطيارة .